# Випадки педофілії серед Свідків Єгови
Свідки Єгови стикаються з випадками педофілії. Внутрішній розгляд випадків сексуального насильства без звернення до судових органів призвів до різкої критики та судових вироків як проти відповідних служителів, так й організації в цілому.

## Гучні випадки
Наведені нижче приклади не є вичерпним переліком випадків педофілії в середовищі Свідків Єгови, але слугують для ілюстрації політики руху в подібних ситуаціях, а також правових наслідків, що з них випливають.

### Австралія
- 5 серпня 2000 року суддя у Вуллонгонгу розкритикував громаду Свідків Єгови в Балговні за те, що вони не повідомили про сексуальне насильство над дітьми. Суддя Голдрінг заявив, що старійшинам громади стало відомо про сексуальне насильство з боку Соутера в 1990 році, а через п'ять років його було позбавлено сану без будь-яких подальших дій. 46-річний обвинувачений визнав себе винним за одним пунктом звинувачення в содомії й чотирма пунктами звинувачення в непристойних діях. Суддя засудив його до п'яти років ув'язнення за сексуальне насильство над двома підлітками 20 років тому. Суддя звернувся до парафіян, сказавши: «Моральне покарання, призначене церквою, не є покаранням, яке вимагає закон» і «Церква може мати духовну відповідальність, але вона не переважує владу держави».
- У 2013 р. була утворена комісія, яка розслідувала як Свідки Єгови реагують на випадки сексуального насильства над дітьми. Слухання показали, що релігійні інституції часто внутрішньо розглядають звинувачення в сексуальному насильстві над дітьми. У 2015 р. знову відбулися розслідування, і на публічних слуханнях були представлені розповіді жертв і допитані старійшини та наглядачі, пов'язані з випадками насильства. Товариство Вартової башти, керівний орган Свідків Єгови, підготувало 5 000 документів, пов'язаних з більш ніж 1 000 випадків насильства, про які було повідомлено з 1950 року. Комісія встановила, що Свідки Єгови розглядали ці звинувачення внутрішньо, не повідомляючи про них владі. Деякі справи були передані до поліції. Комісія відзначила, що підхід Свідків Єгови свідчить про нерозуміння проблеми сексуального насильства над дітьми. Попри деякі покращення у звітності, залежність організації від конкретних біблійних інтерпретацій у своїй політиці перешкоджала адекватному реагуванню на заяви про зловживання.[1]

### Бельгія
- Дебора Кейс, 26 серпня 2005 року, Брюссель. 30-річна жінка зазнала насильства, коли їй було 9 років, з боку Свідка Єгови. Знущання тривали півтора року, і вона розповіла про це шкільному другові, який також був Свідком Єгови. Батьки подруги повідомили старійшинам, які організували очну ставку між кривдником і жертвою. Однак, оскільки не було двох свідків інциденту, справу закрили. У 2003 році Дебора подала заяву в поліцію на свого кривдника, незадовго до закінчення терміну давності.[2]

### Канада
- Справа Вікі Бур проти Говера Палмера (Торонто, 1998—2006). Свідок Єгови, який зґвалтував власну доньку, був засуджений до двох років ув'язнення без урахування одного дня. Пані Бур, якій на момент суду (2006 рік) було 34 роки, зазнала насильства, коли їй було від 11 до 14 років. За її словами, старійшини наказали їй не повідомляти про знущання і не звертатися по сторонню допомогу, а також змусили її взяти участь у конфронтації з батьком, щоб дати йому змогу покаятися у своїх гріхах — процес, який вона вважає болючим. Як показав судовий розгляд, місцеві керівники поінформували служби захисту дітей відповідно до вказівок, наданих національною організацією відповідно до закону про повідомлення про випадки насильства над неповнолітніми. Однак вони змусили жертву зустрітися зі своїм кривдником, і в результаті Товариство «Вартова башта» було зобов'язане виплатити жертві 5 000 канадських доларів.[3]

### США
- Справа Фредеріка Макліна: Розшукуваний як один з найбільш розшукуваних злочинців у США, Маклін був звинувачений у Каліфорнії за 17 пунктами звинувачень у сексуальному насильстві. У 2004 році він, як повідомляється, зізнався перед втечею. За десять років він нібито зґвалтував 8 жертв, одна з яких зустрічалася з ним майже сотню разів. Маршал Маранда пояснює, що роль Макліна як церковного лідера дозволила йому легко завоювати довіру. Ця справа заплямувала імідж Свідків Єгови, змусивши їх купувати мовчання жертв, не визнаючи провини. Один обвинувачений, який зазнав насильства у віці від 3 до 9 років, отримав від Церкви Свідків Єгови 781 250 доларів.[4]
- Справа Беррі (2000—2005, Нашуа, Нью-Гемпшир): Помічник служителя, який знущався над падчерками у віці від 3 до 10 років і від 3 до 6 років з 1983 по 1989 рік, отримав 57 років тюремного ув'язнення за 17 пунктами звинувачення в сексуальному насильстві. Після попередження старійшин громади, матір закликали тримати справу в межах Свідків Єгови. Товариство «Вартова башта» надало допомогу обвинуваченому. Правовий захист духовенства в Нью-Гемпширі захистив «Вартову башту» від судового переслідування, незважаючи на те, що її звинувачували в тому, що вона перешкоджала наданню поліцейських звітів. Це викликало заклики до перегляду законів про таємницю сповіді.[5]
- Справа Беліз (1998, Отелло, Вашингтон): Свідок Єгови неодноразово ґвалтував Еріку Гарзу, починаючи з 5-річного віку, за що був засуджений до 11-річного тюремного ув'язнення. Після того, як його спочатку виключили, Свідки Єгови відновили його як старійшину. Його звинуватили в маніпулюванні відбором присяжних, що призвело до повторного судового розгляду і його поновлення на посаді. Під загрозою вигнання з боку інших Свідків, якщо вона дасть свідчення поліції, Еріка Гарза наполягала на своєму. Багато Свідків підтримали обвинувачену. Сторожова Застава не була притягнута до кримінальної відповідальності через закінчення терміну давності.[6]
- Справа Тімоті Сілви (2003, графство Йоло, Каліфорнія): Свідок Єгови зізнався у зґвалтуванні малолітньої дитини. Його не виключили з Церкви, але відновили членство. Жертва, разом з двома іншими, які також зазнали нападу з боку тієї ж особи, подала до суду на Вартову Башту, громаду і ґвалтівника за те, що вони не повідомили про злочини. Незважаючи на попередню інформацію про зґвалтування, «Вартова башта» призначила Сілву старійшиною, дозволивши йому продовжувати служіння протягом десяти років, перш ніж він визнав себе винним у 2001 році.[7]
- Справа Едварда Віллегаса (2005, Напа, Каліфорнія): Троє позивачів звинувачували «Вартову башту» і громаду Напи в недбалості щодо ймовірних зґвалтувань у 1970—1980 роках, скоєних членом церкви. Вартова Башта програла клопотання, посилаючись на захист Першої поправки і відсутність відповідальності за дії членів церкви. Внутрішній документ «Вартової башти» визнав 17 різних скарг, але обвинувачений член церкви залишився на лаві підсудних через недостатню кількість свідків. Проти «Вартової башти» були подані позови за те, що вона не повідомляла поліції про злочини і сприяла появі нових жертв.[8]
- Справа Рональда Бродарда (2005, Дорчестер): Громада Свідків Єгови зіткнулася з судовим позовом за нерозкриття справи про зґвалтування неповнолітньої, незважаючи на те, що стверджувала протилежне. Старійшини знали про інцидент, але утрималися від повідомлення про нього. Суддя зняв звинувачення з «Вартової башти» через відсутність доказів, які б підтверджували їхню обізнаність. Рональд Бродард, помічник міністра, ґвалтував свого двоюрідного брата протягом багатьох років. Старійшини, в тому числі батько обвинуваченого, призначили його піонером. Незважаючи на те, що вони знали про це, вони зробили йому догану лише тоді, коли про це дізналася його мати. Остаточного результату у справі проти Церкви немає.[9]
- Справа Ральфа Еру: Звинувачений у 2003 році у зґвалтуванні трьох дітей у 1970-х роках, помічник міністра спочатку заперечував звинувачення. Члени конгрегації повідомили про злочин, щоб відповідати новому закону. Зрештою він визнав свою провину і відсидів рік у в'язниці. Потерпілі подали до суду на громаду і «Вартову башту» за те, що вони перешкоджали поданню заяв. Незважаючи на спробу «Вартової башти» припинити розгляд справи, суддя дозволив її продовжити.[10]
- Справа Деніела Фіцуотера: Колишній член організації був визнаний винним у сексуальному нападі на неповнолітнього. Внутрішній документ Свідків Єгови вказував на обізнаність про 17 різних скарг на жорстоке поводження з дітьми, але обвинуваченого не виключили через відсутність двох свідків. Коли падчерка Фітцуотера виступила проти нього, її виключили за віровідступництво. Чотири передбачувані жертви подали позови проти «Вартової башти» за те, що вона не повідомила про інциденти поліції.[11]
- Справа Кендіс Конті: жертва, якій на той час було 9-10 років, зазнала сексуального насильства з боку Джонатана Кендріка, рецидивіста Свідків Єгови. У 2012 році Вищий суд округу Аламеда засудив не лише Кендріка, але й «Вартову башту» за приховування педофілів. Вартову Башту зобов'язали виплатити 21 мільйон доларів штрафних збитків плюс 40 % від 7 мільйонів доларів компенсаційних збитків. Справа набула значного розголосу в ЗМІ.[12]
- У кількох справах фігурували старійшини Свідків Єгови та численні діти, які зазнали насильства протягом 1980-х і 1990-х років. Стаття в Daily Mail назвала це «підступною епідемією сексуального насильства над дітьми».[13]
- Справа Хосе Лопеса: 7-річна жертва зазнала сексуального насильства з боку Гонсало Кампоса, свого прихожанина. Незважаючи на те, що старійшини знали про його попередні зловживання, вони призначили його інструктором для маленького Хосе Лопеса. Пізніше Кампос зізнався, що зґвалтував щонайменше вісьмох дітей. Звинувачену в приховуванні, «Вартову башту» зобов'язали виплатити позивачеві 13,5 мільйонів доларів.[14]
- На початку 2018 року Лопес і ще одна жертва уклали мирову угоду з «Вартовою баштою», яка не розголошується. У вересні 2018 року Свідків Єгови зобов'язали виплатити 35 мільйонів доларів позивачці з Монтани, яка звинуватила організацію в приховуванні сексуального насильства над нею в дитинстві.[15]

### Франція
- Справа Сен-Дьє-де-Вогез. Свідок Єгови, який перебував під слідством за зґвалтування неповнолітньої у віці близько дванадцяти років між 1986 і 1989 роками, врешті-решт був звільнений. 22 березня 2006 року жертва покінчила життя самогубством перед залою Царства Свідків Єгови, що призвело до відновлення розслідування.[16]
- Діжонська справа. 25 лютого 1998 року кримінальний суд Діжона виніс рішення у справі трьох старійшин, звинувачених у тому, що вони не повідомили про злочин (сексуальне насильство над неповнолітньою), коли ще можна було запобігти або обмежити його наслідки. Ці старійшини створили «релігійний трибунал», але не повідомили владу. Ґвалтівник продовжував свої дії ще рік. Старійшини були засуджені до трьох місяців умовного ув'язнення за неповідомлення про злочин. У суді присяжних ґвалтівник-свідок Єгови був засуджений до 12 років ув'язнення.[17]
- Справа Пезенаса. Близько десяти Свідків Єгови з регіону Пезенас опинилися під слідством за неповідомлення про жорстоке поводження з неповнолітніми віком до 15 років і мали постати перед судом у Безьє. Одного з них, батька, звинуватили у численних сексуальних домаганнях до неповнолітніх. Старійшини виключили його, але справа дійшла до суду лише після того, як набула розголосу завдяки заявам дочок головного обвинуваченого. Інші посилалися на «таємницю сповіді», через яку вони не повідомляли про інциденти. Кримінальний суд міста Безьє засудив педофіла 27 листопада 1998 року до п'яти років ув'язнення, один з яких був умовним, за сексуальні напади на трьох дівчаток, його племінниць. Чотирьох Свідків Єгови, які отримали зізнання від педофіла, не повідомивши про це, Апеляційний суд Монпельє оштрафував на 3 000 франків. Батьки однієї з дітей, також Свідки Єгови, були оштрафовані на 3 000 франків з відстрочкою виконання вироку за ненадання допомоги особі, яка перебувала в небезпеці. Інциденти сталися в Пезенасі між 1985 і 1996 роками.[18]
- Касаційний суд Парижа. 7 грудня 2005 року суд оголосив Національний союз асоціацій на захист сім'ї та особи (UNADFI) неприйнятною цивільною стороною у справі, де жінка стверджувала, що була зґвалтована під час проповідницького туру зі значно старшим за неї молодим чоловіком. Місцеві лідери знали про зґвалтування, але займалися його наслідками лише всередині організації через структуру під назвою «судовий комітет». Батьки жертви зізналися, що не подавали скарги, щоб не зашкодити іміджу Свідків Єгови.[19]
- Справа в Понтуазі. 22 травня 2006 року в Понтуазі розпочався судовий процес, який пролив світло на «Церкву, яка діє на периферії інституцій, в таємниці, навіть приховуючи від правосуддя передбачуване зґвалтування протягом тринадцяти років…», як писала газета «Le Parisien». Свідки Єгови приховали зґвалтування Лаури, яка приховувала його роками, перш ніж подати скаргу за порадою своїх психологів.[20]
- Справа Паджака. Впливовий Свідок Єгови зізнався в розбещенні дев'яти дітей. Його засудили до тридцяти місяців ув'язнення.[21][22]

### Норвегія
- 16 вересня 1996 року: Свідок Єгови, який розкаявся, зізнався поліції, що протягом 23 років сексуально розбещував дітей у своїй громаді. Поліція не змогла притягнути 61-річного чоловіка до кримінальної відповідальності, оскільки закінчився термін давності. У своєму зізнанні він описав, як сексуально знущався з дітей у віці від 6 до 14 років. Є підстави вважати, що чоловік, бувши активним Свідком Єгови, міг скоїти сексуальне насильство над 35-50 дітьми (переважно дотиками, за які термін давності коротший). Після внутрішнього розслідування в русі чоловіка відлучили від Церкви, але не повідомили про це владі. За словами начальника міліції, якби Свідки Єгови повідомили про цей випадок, чоловіка могли б засудити за деякі з його злочинів, термін давності яких ще не закінчився. Рішення заявити про це було особистим, оскільки педофіл відчував провину. Він сподівався повернутися до своєї громади через щире покаяння. Чоловік продовжував знущатися з дітей після того, як його сексуальне насильство було викрито і він був виключений з релігійного руху. Через три роки після зізнання в поліції на нього донесли батьки дев'ятирічного хлопчика. Цього разу термін давності на сексуальні злочини не поширювався. Чоловік був засуджений за п'ятьма пунктами розпусних дій, але його попередні злочини, за якими закінчився термін давності, не могли бути враховані у вироку.

### Великобританія
- Справа Етвелла (1968—1997, Бернхем-он-Сі). У 1997 році помічник служителя і піонер Свідків Єгови зізнався і був визнаний винним у 12 непристойних діях проти дітей та інцесті, скоєних між 1968 і 1982 роками, після скарги його дітей. Він не був відлучений від Церкви. Під час судового процесу лідери Свідків Єгови перевезли його в інше місто, де він продовжував євангелізувати, і ніхто не знав, що він зробив. Його діти заявили, що вони також стали жертвами Церкви.
- Справа Кузенів (1997—2002, Стівенсон, графство Ейршир). Шотландський Свідок Єгови був засуджений до 5 років ув'язнення за непристойні дії щодо трьох дівчат. Він зґвалтував свою доньку, коли їй було від 13 до 16 років. У 1997 році ґвалтівник зізнався старійшинам, але нічого не було зроблено. У 1999 році його дочка поскаржилася старійшинам, стверджуючи, що їй не допомогли й не порадили звернутися в поліцію; один зі старійшин думав інакше, хоча і не був у цьому впевнений. Колишній член громади, Пол Вінн, стверджує, що старійшини намагалися «відбілити» ситуацію і навіть намагалися змусити його ставитися до ґвалтівника як до «брата» і привітатися з ним. Дві інші жертви попередили старійшин, але нічого не було зроблено, окрім того, що ґвалтівника відсторонили від обов'язків помічника міністра. Однак поліція не стала переслідувати громаду, а Товариство Вартової Башти відправило на місце події нового президентського наглядача.